# Shahmukhī

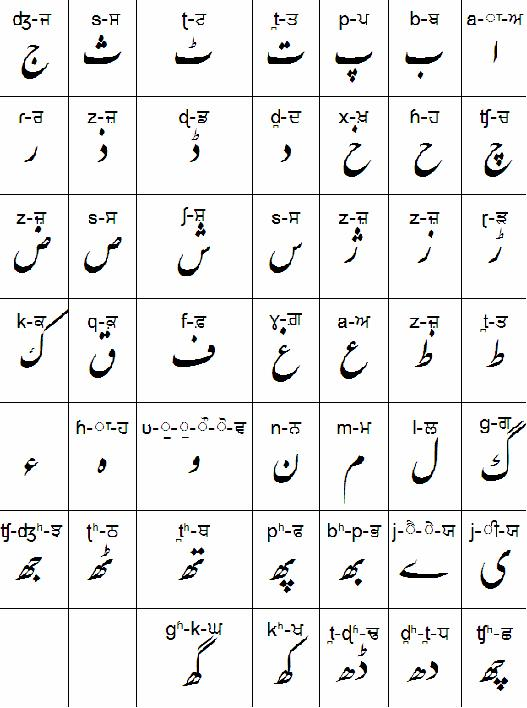
Scrittura shahmukhi.

L'alfabeto shahmukhī  (شاہ مکھی, che significa letteralmente "dalla bocca del re") è una variante della scrittura arabo-persiana usata per scrivere la lingua punjabi.
Insieme al gurmukhi è una delle due scritture usata per la lingua punjabi. Il termine alternativo Nastaʿlīq, è una parola portmanteau di naskh, di arabo, e ta'aliq (un antico stile di alfabeto persiano usato in Iran)
Entrambe le scritture hanno radici arabe e iraniane che furono amalgamate e inventate da Ameer Ali Tabrezi a Tabrez per essere usati come caratteri standard per scrivere la lingua persiana.
La scrittura Shahmukhi fu usata per prima dai poeti Sudi del Punjab; e divenne lo stile di scrittura convenzionale per la popolazione musulmana della provincia pachistana del Punjab a seguito della scissione dall'India, mentre gran parte della provincia Sikh del Punjab, in India ha adottato la scrittura Gurmukhi per la lingua Punjab.
Il testo di Nasta'aliq è scritto in direzione destra-sinistra e dalla pagina destra verso la pagina sinistra mentre il Gurmukhi è scritto da sinistra a destra.

## Lettere addizionali
Ci sono poche lettere aggiuntive che sono usate occasionalmente. L'Unicode di esse è stato approvato nel 2006. Sono:
ﭓ bbe -ਬ
ﭲ jje -ਜ
ڋ ḍḍe -ਡ
ڰ ggaf -ਗ
ڻ rnoonh -ਣ